# Öga för öga (film, 1935)
Öga för öga (engelska: Tit for Tat) är en amerikansk komedifilm med Helan och Halvan från 1935 regisserad av Charley Rogers.

## Handling
Helan och Halvan har startat en butik med elektriska prylar. De går över till speceributiken som ligger i närheten för att hälsa på, och märker att ägaren till butiken är Mr. Hall som de hamnade i bråk med en gång i tiden. Mrs. Hall är också ägare av butiken.
Lite senare när Helan ska byta glödlampor till butiksskylten råkar stegen leda upp till Mrs. Halls fönster, och när Mr. Hall ser Helan och Mrs. Hall gå nerför trapporna misstänker han Helan för äktenskapsbrott och snart börjar Helan, Halvan och Mr. Hall förstöra varandras butiker.

## Om filmen
När filmen hade Sverigepremiär gick den under titeln Öga för öga. Alternativa titlar till filmen är Oss affärsmän emellan (1954) och Helan och Halvan som affärsmän (1956).
Filmen är en uppföljare till duons tidigare kortfilm Hälsokuren från 1934.
Filmen nominerades till en Oscar för "bästa kortfilm".

## Rollista (i urval)
- Stan Laurel – Stan (Halvan)
- Oliver Hardy – Ollie (Helan)
- James C. Morton – polisen
- Mae Busch – Mrs. Hall
- Charlie Hall – Mr. Hall
- Jack Hill – passerande man
- Bobby Dunn – vänlig tjuv
- Baldwin Cooke – kund[1]